# Fannie May Goosby
Fannie May Goosby (?) was een Amerikaanse blueszangeres uit Atlanta, die in de jaren twintig van de twintigste eeuw (in de periode 1923-1928) verschillende plaatopnames maakte.

## Discografie
- Female Blues Singers, vol. 7 (1922-1929) (11 opnames van Goosby), Document, 1997 (cd)